# Апостольский экзархат Греции
Апостольский экзархат Греции (лат. Exarchatus Apostolicus Graeciae) — экзархат Греческой католической церкви с центром в городе Афины, Греция. Апостольский экзархат Греции объединяет греков-католиков византийского обряда и распространяет свою юрисдикцию на всю территорию Греции.

## История
11 июня 1932 года Святой Престол учредил апостольский экзархат Греции для греков-католиков, проживающих на всей территории страны.

## Ординарии экзархата
- епископ Георгий Калавасси (11.06.1932 — 7.11.1957);
- епископ Иакинтос Гад (17.02.1958 — 1975);
- епископ Анаргирос Принтезис (28.06.1975 — 23.04.2008);
- епископ Димитриос Салахас (23.04.2008 — 2.02.2016);
- епископ Мануэль Нин, O.S.B. (2.02.2016 — по настоящее время).

## Источник
- Annuario Pontificio, Libreria Editrice Vaticana, Città del Vaticano, 2003, ISBN 88-209-7422-3